# Culex inatomii
Culex inatomii är en tvåvingeart som beskrevs av Kamimura 1974. Culex inatomii ingår i släktet Culex och familjen stickmyggor. Inga underarter finns listade i Catalogue of Life.